# Jirō Nakamura
Jirō Nakamura (japanisch 中村 仁郎 Nakamura Jirō; * 22. August 2003 in Ibaraki, Präfektur Osaka) ist ein japanischer Fußballspieler.

## Karriere
Nakamura erlernte das Fußballspielen in der Jugendmannschaft vom Duck SC sowie des Erstligisten Gamba Osaka. Die U23-Mannschaft des Vereins spielte in der dritten Liga, der J3 League. Bereits als Jugendspieler absolvierte von 2019 bis 2020 32 Drittligaspiele sowie 2020 ein Erstligaspiel. Am 1. Februar 2021 unterschrieb er seinen ersten Profivertrag bei Gamba Osaka.